# آنخلا مولینا
آنخلا مولینا (اسپانیایی: Ángela Molina‎؛ زادهٔ ۵ اکتبر ۱۹۵۵) بازیگر اهل اسپانیا است.
از فیلم‌هایی که وی در آن نقش داشته است، می‌توان به کاترینا و دخترانش، ماندگار، شراب کهنه، شهد پرتقال، بدن نئونی، نرون، درخت خون، فتح بهشت، آغوش‌های گسسته، بارباروسا، میل مبهم هوس، نمی‌توانی به‌تنهایی خود را نجات دهی، دریا، شهر سوخته، سنگ‌ها، جسم زنده، نبرد سه پادشاه و باریا اشاره کرد.
مولینا برنده جایزه دیوید دی دوناتلو بهترین بازیگر زن در سال ۱۹۸۶ شده است.